# آرتورو آمبروزیو
آرتورو آمبروزیو (ایتالیایی: Arturo Ambrosio؛ ۳ دسامبر ۱۸۷۰ – ۲۵ مارس ۱۹۶۰) یک کارگردان، و تهیه‌کننده اهل ایتالیا بود. 
از فیلم‌ها یا مجموعه‌های تلویزیونی که وی در آن‌ها نقش داشته است می‌توان به کشتی اشاره نمود.